# Association israélienne d'athlétisme
L’Association israélienne d'athlétisme (איגוד האתלטיקה) est la fédération d'athlétisme d'Israël, créée en 1913. Elle est reconnue par l'IAAF depuis 1950. Elle est devenue membre de l'Association européenne d'athlétisme depuis qu'elle a été boycottée, sous la pression des pays arabes, par la fédération continentale asiatique à partir de 1973.